# Lešišov
Lešišov je malá vesnice, část obce Mokrosuky v okrese Klatovy v Plzeňském kraji. Nachází se asi dva kilometry jižně od Mokrosuk. V roce 2011 zde trvale žilo osmnáct obyvatel.
Lešišov je také název katastrálního území o rozloze 2,32 km². V katastrálním území stojí také osada Pozorka.

## Historie
První písemná zmínka o vesnici pochází z roku 1560.

## Obyvatelstvo
| Rok            | 1869 | 1880 | 1890 | 1900 | 1910 | 1921 | 1930 | 1950 | 1961 | 1970 | 1980 | 1991 | 2001 | 2011 | 2021 |
| -------------- | ---- | ---- | ---- | ---- | ---- | ---- | ---- | ---- | ---- | ---- | ---- | ---- | ---- | ---- | ---- |
| Počet obyvatel | 103  | 123  | 110  | 116  | 115  | 113  | 106  | 61   | 55   | 44   | 27   | 23   | 20   | 18   | 14   |
| Počet domů     | 15   | 17   | 17   | 18   | 18   | 18   | 19   | 20   | 20   | 17   | 13   | 13   | 12   | 12   | 14   |

## Obecní správa
Při sčítání lidu v letech 1850–1920 Lešišov byl osadou obce Mokrosuky v okrese Sušice. V letech 1921–1949 byl samostatnou obcí v okrese Sušice.  V letech 1950–1980 byl znovu osadou obce Mokrosuky, se kterým patřily nejprve do okresu Sušice, ale od roku 1960 v okrese Klatovy. Od 1. července 1980 do 23. listopadu 1990 byl částí městyse Kolinec v okrese Klatovy. Od 24. listopadu 1990 je opět částí obce Mokrosuky v okrese Klatovy.

## Pamětihodnosti
- Lešišovská lípa

## Galerie

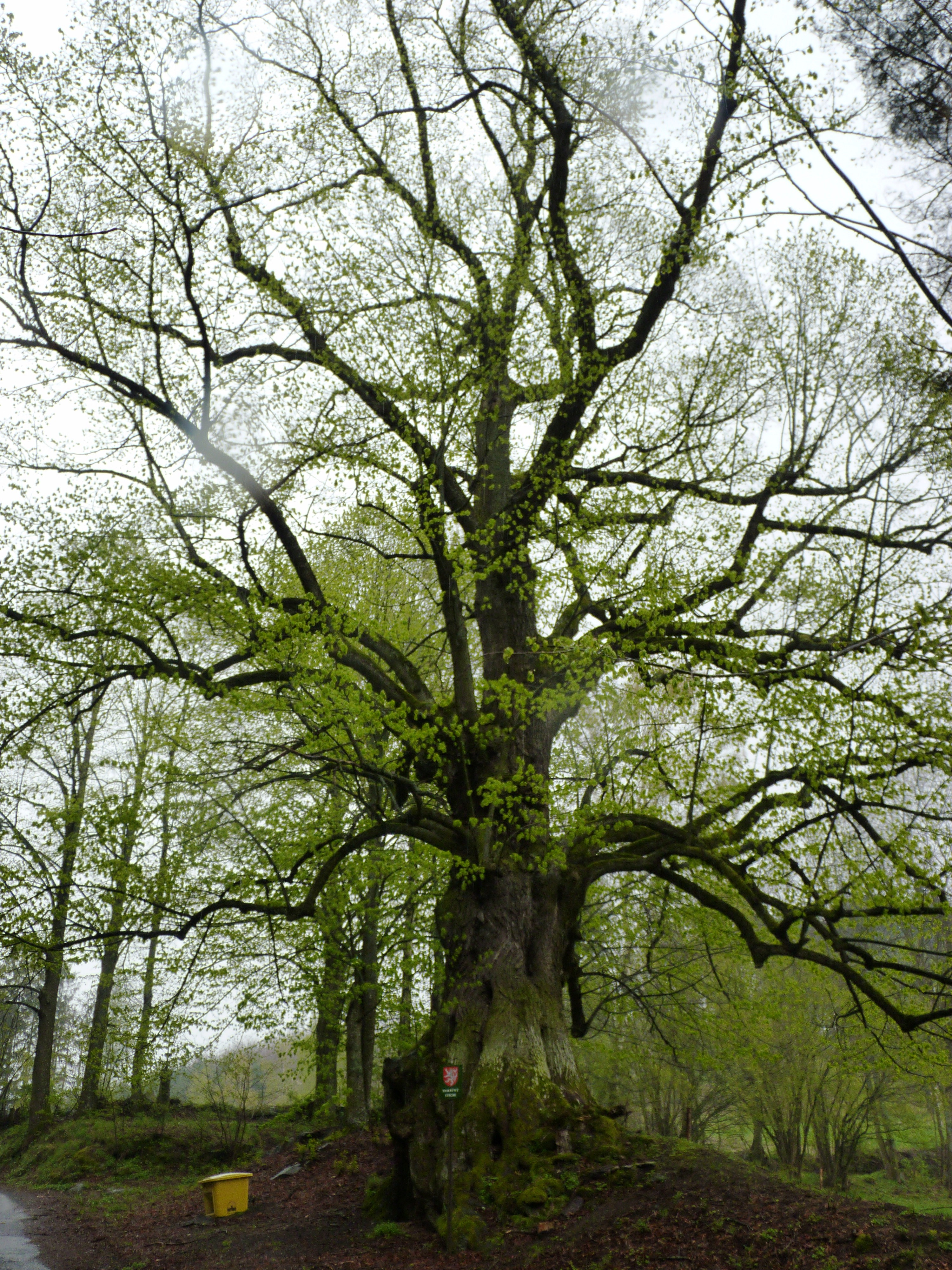
Památná Lešišovská lípa
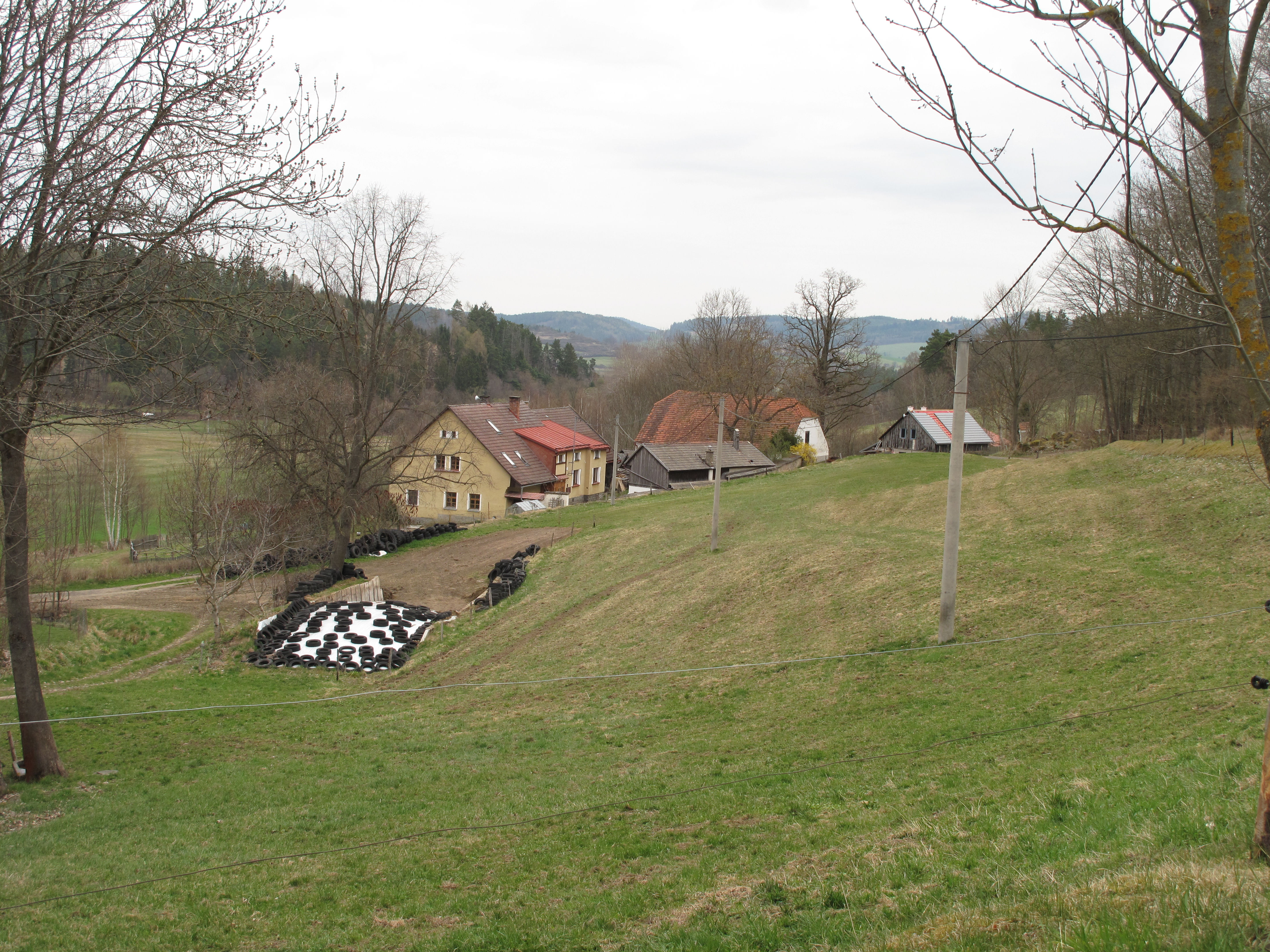
Chalupy v kopci
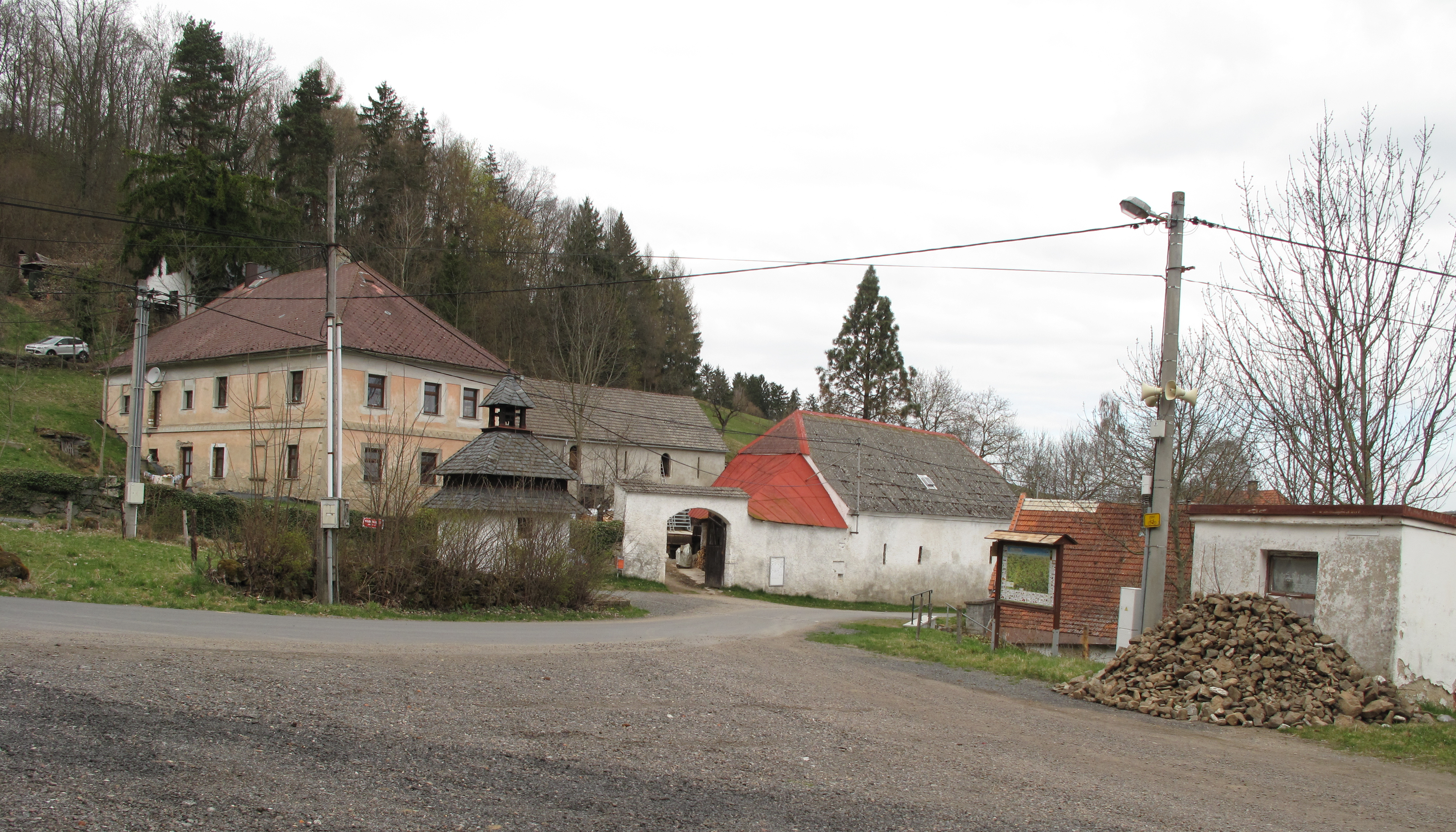
Náves s kapličkou a starým dvorem